# Elecciones municipales del Callao de 1983
Las elecciones municipales del Callao de 1983 se llevaron a cabo el 13 de noviembre de 1983 para elegir al alcalde y al Concejo Provincial del Callao para el periodo 1984-1986. La elección se celebró simultáneamente con elecciones municipales en todo el país.

## Sistema electoral
La Municipalidad Provincial del Callao es el órgano administrativo y de gobierno de la provincia constitucional del Callao. Está compuesta por el alcalde y el Concejo Provincial.
La votación del alcalde y el concejo se realiza en base al sufragio universal, que comprende a todos los ciudadanos nacionales y no nacionales mayores de dieciocho años, empadronados y residentes en la provincia constitucional del Callao y en pleno goce de sus derechos políticos.
El Concejo Provincial del Callao está compuesto por 19 regidores elegidos por sufragio directo para un período de tres (3) años, en forma conjunta con la elección del alcalde (quien lo preside). La votación es por lista cerrada y bloqueada. Se asigna a la lista ganadora los escaños según el método d'Hondt o la mitad más uno, lo que más le favorezca.

## Composición del Concejo Provincial del Callao
La siguiente tabla muestra la composición del Concejo Provincial del Callao antes de las elecciones.
| Partidos | Partidos                  | Regidores |
| -------- | ------------------------- | --------- |
|          | Acción Popular            | 8         |
|          | Partido Aprista Peruano   | 4         |
|          | Izquierda Unida           | 4         |
|          | Partido Popular Cristiano | 3         |

## Partidos y candidatos
A continuación se muestra una lista de los principales partidos y alianzas electorales que participaron en las elecciones:
| Candidatura | Candidatura | Partidos y alianzas | Candidatos | Candidatos                 | Ideología                                             | Resultado previo | Resultado previo | Ref. |
| Candidatura | Candidatura | Partidos y alianzas | Candidatos | Candidatos                 | Ideología                                             | Votos (%)        | Reg.             | Ref. |
| ----------- | ----------- | --- | ---------- | -------------------------- | ----------------------------------------------------- | ---------------- | ---------------- | ---- |
|             | AP          | Lista - Acción Popular (AP) |            | Ricardo Muelle Maturana    | Humanismo Nacionalismo cívico Reformismo              | 37.46%           | 8                |      |
|             | APRA        | Lista - Partido Aprista Peruano (APRA) |            | Miguel Monteverde Win      | Aprismo                                               | 22.38%           | 4                |      |
|             | IU          | Lista - Izquierda Unida (IU) – Unión de Izquierda Revolucionaria (UNIR) – Unidad Democrático Popular (UDP) – Partido Socialista Revolucionario (PSR) – Partido Comunista Revolucionario (PCR) – Partido Comunista Peruano (PCP) – Frente Obrero Campesino Estudiantil y Popular (FOCEP) |            | Pedro Grillo Miranda       | Marxismo-leninismo Socialismo democrático Comunismo   | 20.24%           | 4                |      |
|             | PPC         | Lista - Partido Popular Cristiano (PPC) |            | Roberto Chiabra Ríos       | Conservadurismo social Humanismo Democracia cristiana | 18.02%           | 3                |      |
|             | FNTC        | Lista - Frente Nacional de Trabajadores y Campesinos (FNTC) |            | Ricardo Pérez Torres Llosa | Nacionalismo de izquierda Tahuantinsuyismo            | 0.70%            | 0                |      |
|             | PDC         | Lista - Partido Demócrata Cristiano (PDC) |            | Alberto Marquez Velarde    | Democracia cristiana                                  | Nuevo            | Nuevo            |      |
|             | PADIN       | Lista - Partido de Integración Nacional (PADIN) |            | Raúl Cubillas León         | Centrismo Socioliberalismo                            | Nuevo            | Nuevo            |      |

## Resultados

### Sumario general
|                        |                                                     |              |              |              |           |           |
| Partidos y coaliciones | Partidos y coaliciones                              | Voto popular | Voto popular | Voto popular | Regidores | Regidores |
| Partidos y coaliciones | Partidos y coaliciones                              | Votos        | %            | ±pp          | Total     | +/−       |
|                        | Partido Aprista Peruano (APRA)                      | 65,485       | 39.24        | +16.86       | 11        | +7        |
|                        | Izquierda Unida (IU)                                | 46,165       | 27.66        | +7.42        | 4         | ±0        |
|                        | Partido Popular Cristiano (PPC)                     | 35,104       | 21.04        | +3.02        | 3         | ±0        |
|                        | Acción Popular (AP)                                 | 17,678       | 10.59        | –26.87       | 1         | –7        |
|                        | Partido Demócrata Cristiano (PDC)                   | 1,387        | 0.83         | Nuevo        | 0         | ±0        |
|                        | Frente Nacional de Trabajadores y Campesinos (FNTC) | 795          | 0.48         | –0.22        | 0         | ±0        |
|                        | Partido de Integración Nacional (PADIN)             | 259          | 0.16         | Nuevo        | 0         | ±0        |
|                        |                                                     |              |              |              |           |           |
| Total                  | Total                                               | 166,873      |              |              | 19        | ±0        |
|                        |                                                     |              |              |              |           |           |
| Votos válidos          | Votos válidos                                       | 166,873      | 88.53        | +0.07        |           |           |
| Votos en blanco        | Votos en blanco                                     | 4,096        | 2.17         | –0.80        |           |           |
| Votos nulos            | Votos nulos                                         | 17,530       | 9.30         | +0.73        |           |           |
| Votos emitidos         | Votos emitidos                                      | 188,499      | 73.93        | –4.05        |           |           |
| Abstenciones           | Abstenciones                                        | 66,463       | 26.07        | +4.05        |           |           |
| Votantes registrados   | Votantes registrados                                | 254,962      |              |              |           |           |
|                        |                                                     |              |              |              |           |           |
| Fuente:                |                                                     |              |              |              |           |           |

## Elecciones municipales distritales

### Resultados por distrito
La siguiente tabla enumera el control de los distritos de la provincia del Callao. El cambio de mando de una organización política se resalta del color de ese partido.
| Distrito                   | Alcalde(sa) titular       | Partido político | Partido político | Alcalde(sa) electo(a)       | Partido político | Partido político          |
| -------------------------- | ------------------------- | ---------------- | ---------------- | --------------------------- | ---------------- | ------------------------- |
| Bellavista                 | Guillermo Danessi Ardiles |                  | Acción Popular   | Nancy Chiabra Rondón        |                  | Partido Aprista Peruano   |
| Carmen de La Legua-Reynoso | Francisco Barreda Flores  |                  | Izquierda Unida  | Francisco Barreda Flores    |                  | Izquierda Unida           |
| La Perla                   | Alberto Dentone Mendoza   |                  | Acción Popular   | Rómulo de la Cruz Azabache  |                  | Partido Aprista Peruano   |
| La Punta                   | María Company de Roel     |                  | Acción Popular   | Virgilio Airaldi Panettiere |                  | Partido Popular Cristiano |
| Ventanilla                 | César Villalobos Hart     |                  | Acción Popular   | Juan López Alava            |                  | Partido Aprista Peruano   |